# Светски дан Црвеног крста
Светски дан Црвеног крста (енгл. World Red Cross and Red Crescent Day), познат и као Дан Црвеног полумесеца и Светски дан Црвеног крста и Црвеног полумесеца, је годишња прослава коју је одредила Генерална скупштина Уједињених нација. 
Обележава се сваког 8. маја, уочи рођења Анрија Динана (8. мај 1828. — 30. октобар 1910) који је основао Међународни комитет Црвеног крста и добио прву Нобелову награду за мир 1901.

## Историјат
Идеја о годишњој акцији која би била велики допринос миру представљена је непосредно после Првог светског рата. Ову иницијативу, познату као „Примирје Црвеног крста”, проучавала је Међународна комисија основана на 14. међународној конференцији Црвеног крста. Његов извештај, представљен на 15. међународној конференцији Црвеног крста у Токију 1934. године, је одобрен. 
Након Другог светског рата, 1946. године, токијски предлог је проучавала Лига друштава Црвеног крста преименована у Међународну федерацију друштава Црвеног крста и Црвеног полумесеца 1991. Две године касније, након разматрања принципа примирја и његове применљивости у различитим регионима света, усвојен је предлог годишњег Међународног дана Црвеног крста и први Светски дан Црвеног крста је прослављен 8. маја 1948. Званични назив дана се временом мењао и постао је Светски дан Црвеног крста и Црвеног полумесеца 1984. године.

## Теме
Теме обележавања Светског дана Црвеног крста и Црвеног полумесеца су:
- „Промена климе и њен утицај на човека” – 2009.
- „Град” – 2010.
- „Потражите добровољца који је у вама” – 2011.
- „Покрет младих” – 2012.
- „Будите Заједно из разлога Човечанства” – 2013.
- „Окупите се за све људи” – 2014.
- „Заједно за човечанство” – 2015.
- „Свуда за сваки народ” – 2016.
- „Мање познате приче Црвеног крста” – 2017.
- „Незаборавни осмеси из целог света” – 2018.
- „#Љубав” – 2019.[8]
- „#Настави да пљескаш” – 2020.[9]
- „#Незаустављиво” – 2021.
- „#Будите хумани” – 2022.[10]
- „#Од срца” – 2023.
- „Сачувајмо хуманост!” – 2024.[11]